# Teppanyaki

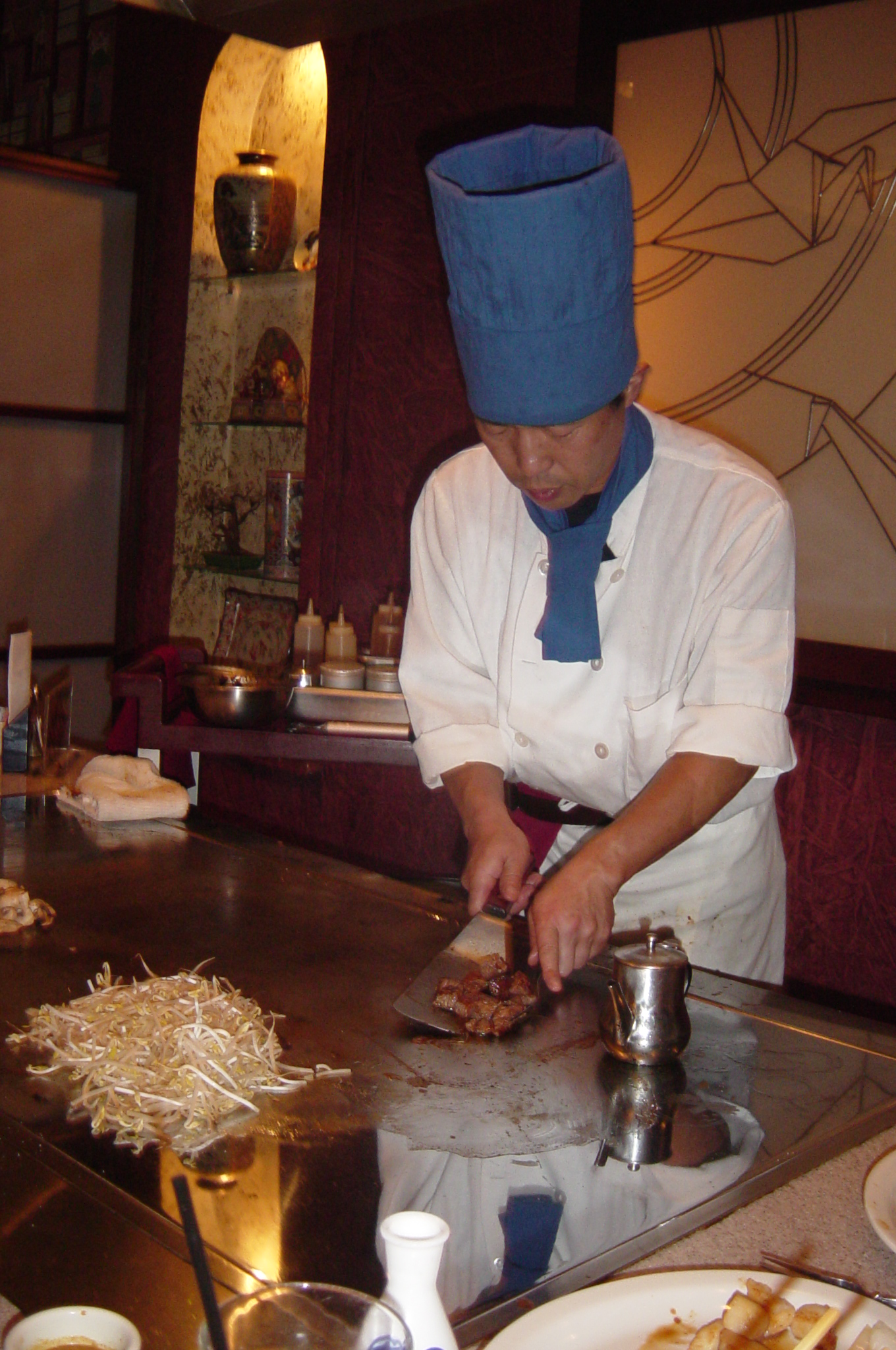
Phong cách nấu teppanyaki đang được một đầu bếp Nhật áp dụng để nấu thịt tại nhà hàng bít tết

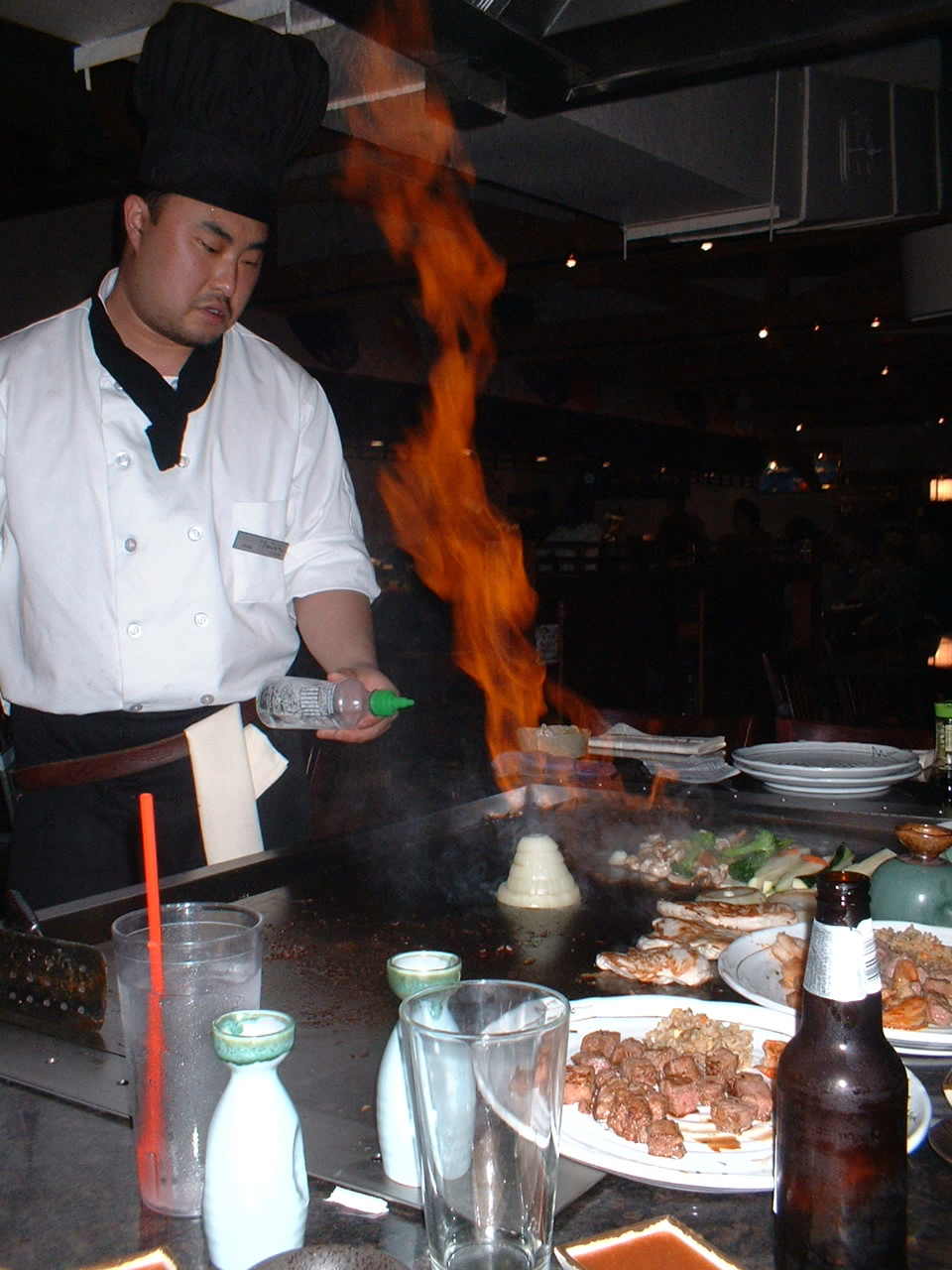
Một đầu bếp đang áp dụng kiểu nấu teppanyaki để xào tỏi bằng lửa ga

Teppanyaki (鉄板焼き (鐵板燒き) (Thiết bản thiêu)/ てっぱんやき/ テッパンヤキ teppan-yaki) là phong cách nấu nướng thức ăn bằng việc dùng một vỉ gang, sắt hoặc thép để nấu, bắt nguồn từ thời Thế chiến II. Từ teppanyaki là kết hợp giữa teppan (鉄板, thiết bản), một miếng sắt mà dùng để nấu các món, và yaki (焼き thiêu), nghĩa là nướng, xào và chiên. Các vỉ nướng teppanyaki thường rất dày, có thể chịu nhiệt 100 °C và nấu được nhiều nguyên liệu nhỏ như trứng, gạo hay rau thái nhỏ. Một số đầu bếp có năng khiếu dùng lửa lớn để nấu và thường trình diễn các động tác công phu cho thực khách xem.